# Convênio de Oñate
O Convênio de Oñate foi firmado em 29 de agosto de 1839 na cidade espanhola de mesmo nome. O convênio pôs fim às "Guerras Carlistas".